# 漢金格羅夫鎮區 (印地安納州傑斯帕縣)
漢金格羅夫鎮區（英語：Hanging Grove Township）是位於美國印地安納州傑斯帕縣的一個行政鎮區。

## 地方資料
根據2010年美國人口普查的數據，漢金格羅夫鎮區的面積為77.50平方千米，當中陸地面積為77.50平方千米，而水域面積為0.00平方千米。當地共有人口230人，而人口密度為每平方千米2.97人。